# 제5회 부산독립영화제
제5회 부산독립영화제는 2003년 10월 24일에 열린 시상식이다.

## 수상 및 후보

### 공식상영작
- 손님 - 서태수
- 서풍이 본 것 - 송병섭
- 딩고 - 남경수, 신주섭
- 쥐의 나라 - 김수은, 김선희
- 몽 - 곽종철
- 달리고, 주저앉다 - 안현준
- 이퀄 - 김나영
- 붉은 소리 - 박재우
- 일상화 - 소주영
- 신비의 열매 망고 - 김수진
- 바람 - 송현정
- 고래비목 - 류종연, 김정숙
- 머니 바이러스 - 노봉서
- 펭귄의 꿈 - 김경헌
- 벨라차우 - 권은영
- 너는 거기 있고 나는 여기 있어 - 김치업
- 여름의 끝 - 정영호
- 자유 - 김지선
- 뷰티풀 피플 - 강대규
- 브루즈 - 조휘헌
- 꿈의 비상 - 송성도
- 얼굴은 바람에 찔리운다 - 이강욱
- 간판 - 김미영
- 828-2 - 이윤석
- 언포겟터블 - 강혜진
- 까치고개 - 남정훈
- 푸를 벽 - 김윤희
- 낯선 사람들 - 김명진
- 고목 - 유동현
- 내일은 맑음 - 오모택
- 헝그리 - 신주형
- ...에 묻다 - 박준범
- 아낌없이 주는 나무 - 송성도
- 애벌레 이야기 - 안현진
- 통일 발소리 - 김상화
- 가만히 두세요 - 허문희
- 승화 - 김담영
- 존재의 이유 - 김성근
- 사실적인 - 조주영
- 여행 - 권정윤, 장효진
- 이름 모를 용 - 홍정아
- 슈팅 라이크 천상 - 홍진수
- 장마 - 문원진
- 달려라, 봉주야! - 문정환
- 환영해 - 김영진
- 총성 - 김솔
- 여름 지다... - 이지미
- 보금자리 - 마영철
- 슈퍼 - 김형석
- 엄마에게 가는 길 - 김은주
- 언플라워 - 서민수
- 혼돈 - 마창일
- 나? - 찰스 존슨
- 인도 사랑 이야기 - 이선희, 윤경진
- 아낌없이 주는 사랑 - 윤유경
- 오! 수정구슬 - 이희진
- 선 - 함동원
- 붉은 나무 - 한남식
- 우리만의 시간 - 고지훈
- 아빠는 오십에 바다를 발견했다 - 고지혜

### 특별초청작
- 세 사람 - 최숭기
- 사운드 오브 더 씨 - 한동석
- 골렘 - 이명진
- 정당정치의 원리 - 김곡
- 서울 가는 길 - 김지운
- 나의 한국영화 에피소드4  키노99 - 김홍준
- 올 어바웃 보이스 - 박효진
- 비치 & 애솔 - 이난
- 너의 눈 속에는 나의 신념이 남아있다 - 채기
- 스릴이 사라진 후에 - 염정석
- 땅에서도 하늘에서처럼 - 염정석
- 광대버섯 - 염정석
- 희망이 없으면, 불안도 없다 - 염정석